# Blaue Steine
Blaue Steine ist eine häufig anzutreffende Flurbezeichnung in Deutschland, die in einigen Regionen Deutschlands Auskunft darüber gibt, dass sich dort oder in der Nähe Kultplätze befunden haben, die als Hinrichtungsstätten genutzt wurden. An diese Steine wurden die Verurteilten dreimal gestoßen, damit sie weitere unentdeckte Straftaten gestehen bzw. ihre Mittäter nennen sollten. In Mitteldeutschland handelt es sich hingegen nachweislich um Grenzsteine.

## Verbreitung
Es gibt im Wesentlichen drei Typen von Flurnamen mit dem Namen Blauer Stein. Die Untersuchung größerer Räume lässt die Schlussfolgerung zu, dass diese Stellen häufig vorkamen, aber nicht für jeden Ort zu erwarten sind. Für einzelne Orte, etwa Berga (Kyffhäuser), lassen sich hingegen gleich zwei blaue Steine nachweisen. Hier sind sie deutlich Übergänge zwischen Gerichtsbezirken.
Während diese Verwendung als Gerichtsgrenzstein eher in der Mitte und im Osten des heutigen Deutschlands zu finden ist, hat John Meier darauf hingewiesen, dass die zusammenhängende Verbreitung als Gerichtsstein für das Rheinland, die Niederlande und Flandern eine eigene Bewandtnis haben muss.
Blauer Stein ist daneben auch ein Flurname für Felsformationen, etwa der Blaue Stein bei Blumberg-Randen, jener bei Riedöschingen oder der bei Kuchhausen (Windeck). Einen echten blauen Stein findet man noch auf dem Rastplatz Am blauen Stein an der Autobahn A 61 oder auch bei Krahne in Brandenburg.

## Der Blaue Stein von Köln
In Frank Schätzings Mittelalterkrimi Tod und Teufel wird der berühmte Blaue Stein in Köln etliche Male erwähnt. Unter den Erläuterungen der historischen Begriffe hinten im Buch ist eine Erklärung über den Blauen Stein zu finden: „…ein großer flacher Stein auf dem erzbischöflichen Domvorplatz, eingelassen in eine Säule. Zum Tode Verurteilte wurden dreimal dagegengestoßen, während der Henker sagte, ‚ich stüssen dich an dä blaue Stein, du küss din Vader un Moder nit mih heim‘. Erst dann war das Urteil rechtsgültig.“
Auf Hochdeutsch: Ich stoße dich an den blauen Stein, du kehrst deinem Vater und Mutter nicht mehr heim.
Der Blaue Stein im Kölner Domhof (südöstlich neben dem Domchor, etwa dort, wo heute das Römisch-Germanische Museum steht) wurde während der französischen Besetzung (nach 1794) zerschlagen und weggeschafft. Dieser Stein, möglicherweise Schiefer- oder Basalt-Gestein aus dem naheliegenden rheinischen Mittelgebirge, soll allerdings bläulich geschimmert haben. Er wird in der Fachliteratur teilweise auch als Blutstein (Richtstein) bewertet.

## Etymologie für die Gerichtsstätten
Das Ritual geht möglicherweise auf altfränkische Rechtsbräuche zurück, woher auch die (mehr oder weniger verschollene) ursprüngliche Bedeutung des Namens „Blauer Stein“ zu erklären ist. Der Name stammt mit großer Wahrscheinlichkeit nicht von der Farbe des Gesteins, sondern leitet sich etymologisch von der Bedeutung des Wortes ahd. bliuwan / mhd. bliuwen, d. h. bläuen (wie in einbläuen, verbläuen oder auch in Pleuel/Pleuelstange), also schlagen ab.

## Mitteldeutschland
Untersuchungen von Reinhard Schmitt und Wernfried Fieber ergaben für Mitteldeutschland, wo über 60 solcher Standorte bekannt sind, ein anderes Bild als für die Rheinregion: Hier, besonders in Sachsen-Anhalt, sind Blaue Steine Lokalitäten zwischen Gerichtsbezirken. An diesen Stellen wurden Straffällige und Urkunden übergeben, was auch das Altwegenetz belegt. Teilweise sind sie mit einem Stein markiert, der aber auch hier keine bläuliche Farbe aufweist, was sogar in einer Grenzbeschreibung des Amtes Gröningen aus dem Jahr 1680 ausdrücklich betont wird. In keinem Fall lässt sich in ihrem Untersuchungsraum ein Gerichtsakt oder eine Hinrichtung nachweisen. Zudem scheinen sich hier stets die Gerichts-/Galgen-Flurnamen und die Flurnamen mit Blauer Stein gegenseitig auszuschließen. Wo dies nicht der Fall ist, besteht eine zeitliche Diskrepanz zwischen diesen und den Blauen Steinen. Eine zufriedenstellende etymologische Erklärung für diese Grenzstätten ist bisher noch nicht gelungen.